# Sandra Brown (Autorin)

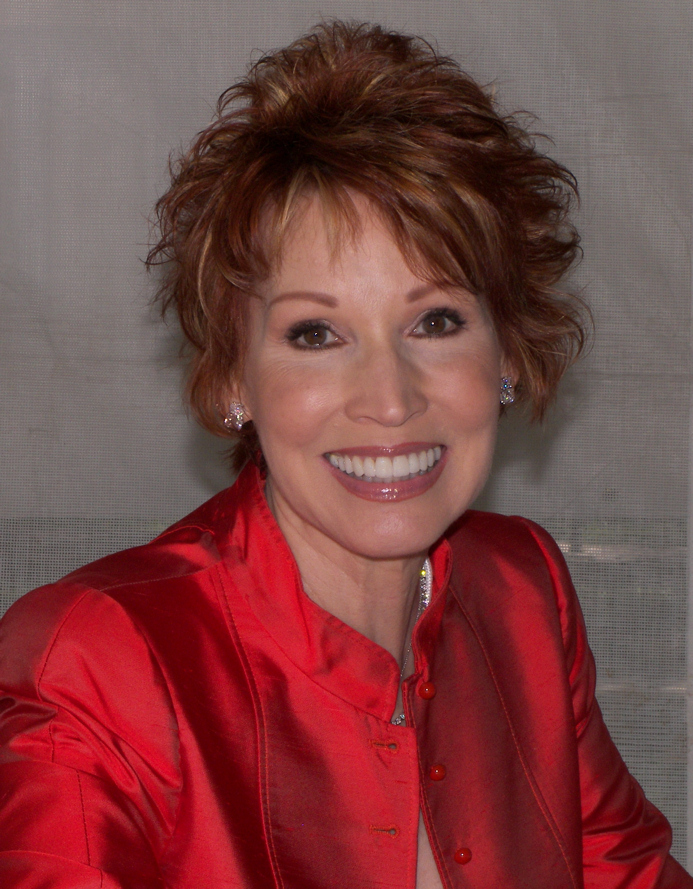
Sandra Brown

Sandra Brown (* 12. März 1948 in Waco) ist eine US-amerikanische Bestseller-Autorin. Sie veröffentlichte auch unter den Namen Rachel Ryan, Laura Jordan und Erin St. Claire.

## Leben
Vor ihrer Karriere als Autorin arbeitete Brown als Model, Schauspielerin, Unternehmerin und Fernsehstar.
Mit dem  Thriller „Trügerischer Spiegel“ schaffte sie 1990 den Durchbruch. Ihre Bücher belegen regelmäßig hohe Plätze in der New-York-Times-Bestseller-Liste.
Sandra Brown lebt mit ihrem Ehemann, einem TV-Produzenten, abwechselnd in Arlington, Texas, und South Carolina.

## Preise und Auszeichnungen
Brown erhielt mehrere Auszeichnungen, darunter:
- die Texas Medal of Arts Award for Literature,
- den American Business Women’s Association’s Distinguished Circle of Success,
- den B’nai B’rith’s Distinguished Literary Achievement Award,
- den A.C. Greene Award und
- den  Romance Writers of America’s Lifetime Achievement Award.
- den International Thriller Award - Thrillermaster 2008 der International Thriller Writer’s Association

## Rezension
„Sandra Browns Krimis sind thematisch verwandt mit denen von Joy Fielding und zeichnen sich durch eine reaktionäre Sexualmoral aus: sinnenfrohe, promiskuitive Frauen werden drastisch bestraft, monogame Frauen dagegen überleben im Schoße einer Familie, die zunächst im Rahmen der Kriminalhandlung unvollständig ist, dann aber durch einen neuen Partner wieder komplettiert wird.“

## Werke
| Titel                                                          | Originaltitel                            | Veröffentlichung         | Genre              |
| -------------------------------------------------------------- | ---------------------------------------- | ------------------------ | ------------------ |
| Ihr zweiter Tod                                                | Overkill                                 | 2022                     | Thriller           |
| Schwelende Feuer                                               | Slow Heat in Heaven                      | 2014                     | Romanze            |
| Kalter Kuss                                                    | Low Pressure                             | 2014                     | Thriller           |
| Böses Herz                                                     | Lethal                                   | 2013                     | Thriller           |
| Blinder Stolz                                                  | Tough Customer                           | 2013                     | Thriller           |
| Eisige Glut                                                    | Deadline                                 | 2013                     | Thriller           |
| In einer heißen Sommernacht                                    | Rainwater                                | 2012                     | Romanze            |
| Sündige Gier                                                   | Smash Cut                                | 2012                     | Thriller           |
| Süßer Tod                                                      | Smoke Screen                             | 2011                     | Thriller           |
| Ewige Treue                                                    | Play Dirty                               | 2010                     | Romanze            |
| Warnschuss                                                     | Ricochet                                 | 2009                     | Thriller           |
| Ein skandalöses Angebot                                        | Hidden Fires                             | 2008                     | Romanze            |
| Träume einer Nacht/Zum Frühstück heiße Küsse                   | Breakfast in Bed                         | 2007                     | Romanze            |
| Gezeiten der Liebe                                             | Tidings of great Joy                     | 2006                     | Romanze            |
| Eisnacht                                                       | Chill Factor                             | 2005                     | Thriller           |
| Weißglut                                                       | White Hot                                | 2004                     | Thriller           |
| Crush - Gier                                                   | The Crush                                | 2003                     | Thriller           |
| Rage - Zorn                                                    | Hello, Darkness                          | 2003                     | Thriller           |
| Envy - Neid                                                    | Envy                                     | 2001                     | Thriller           |
| Betrogen                                                       | The Swith                                | 2000                     | Thriller           |
| Nacht ohne Ende                                                | Standoff                                 | 2000                     | Thriller           |
| Kein Alibi                                                     | The Alibi                                | 1999                     | Thriller           |
| Nachtglut                                                      | Unspeakable                              | 1998                     | Thriller           |
| Im Haus meines Feindes                                         | Fat Tuesday                              | 1997                     | Thriller           |
| Blindes Vertrauen                                              | Exclusive                                | 1996                     | Thriller           |
| Die Zeugin                                                     | The Witness                              | 1995                     | Thriller           |
| Dschungel der Gefühle                                          | The Devil`s Own                          | 1994                     | Romanze            |
| Scharade                                                       | Charade                                  | 1994                     | Thriller           |
| Feuer in Eden                                                  | Where there is Smoke                     | 1993                     | Romanze            |
| Sündige Seide                                                  | French Silk                              | 1992                     | Thriller           |
| Tanz im Feuer                                                  | Shadows of Yesterday / Relentless Desire | 1992 / 1983              | Romanze            |
| Ein Hauch von Skandal                                          | Breath of Scandal                        | 1991                     | Thriller           |
| Trügerischer Spiegel                                           | Mirror Image                             | 1990                     | Thriller           |
| Celinas Tochter                                                | Best kept Secrets                        | 1989                     | Thriller           |
| Verlorene Hoffnung                                             | Texas! Chase                             | 1989                     | Romanze            |
| Verführte Herzen                                               | Texas! Lucky                             | 1989                     | Romanze            |
| Ungezähmte Träume                                              | Texas! Sage                              | 1989                     | Romanze            |
| Gefangene der Liebe                                            | Long time Coming                         | 1989                     | Weltbild - Romanze |
| Sand auf unserer Haut / Südseezauber                           | Temperatures Rising                      | 1989                     | Weltbild - Romanze |
| Sterne in der Nacht / Romanze in Acapulco                      | A whole new Light                        | 1989                     | Weltbild - Romanze |
| Tauziehen der Liebe                                            | Hawk o'Toole's Hostage                   | 1988                     | Weltbild - Romanze |
| Schwelende Feuer                                               | Slow heat in Heaven                      | 1988                     | Romanze            |
| Bittersüße Zärtlichkeit                                        | Adam's Fall                              | 1988                     | Weltbild - Romanze |
| Gefangen in der Wildnis                                        | Two Alone                                | 1987 als Erin St. Claire | Romanze            |
| Die Überraschungsfrau                                          | Fanta C                                  | 1987                     | Romanze            |
| Der zweite Mann                                                | Demon Rumm                               | 1987                     | Weltbild - Romanze |
| Eine heiß-kalte Liebe                                          | Sunny Chandler's Return                  | 1987                     | Weltbild - Romanze |
| Unbestechliche Herzen                                          | Honor Bound                              | 1986 als Erin St. Claire | Romanze            |
| Wenn die Liebe erwacht                                         | Above and Beyond                         | 1986 als Erin St. Claire | Romanze            |
| Die Tür zur Liebe / Der Verführer                              | 22 Indigo Place                          | 1986                     | Weltbild - Romanze |
| Jenseits aller Vernunft                                        | Sunset embrace                           | 1985                     | Romanze            |
| Die Zwillingsfrau                                              | Thursday's Child                         | 1985                     | Weltbild - Romanze |
| Nur wer Liebe lebt                                             | Led Astray                               | 1985 als Erin St. Claire | Romanze            |
| Palast der Liebe                                               | Tiger Prince                             | 1985 als Erin St. Claire | Romanze            |
| Wie ein Reißender Strom                                        | Another Dawn                             | 1985                     | Romanze            |
| Manche mögen's immer wieder                                    | Riley in the Morning                     | 1985                     | Romanze - Weltbild |
| Diese unendliche Zärtlichkeit / Lieb mich bis zum Morgengrauen | Send no Flowers                          | 1984                     | Weltbild - Romanze |
| Seinen Ex-Mann küsst man nicht                                 | In a Class by Itself                     | 1984                     | Weltbild - Romanze |
| Bittersüßes Geheimnis                                          | A Secret Splendor                        | 1983 als Erin St. Claire | Romanze            |
| Das Verbotene Glück                                            | Tomorrow's Promise                       | 1983                     | Romanze            |
| Ein Kuss für die Ewigkeit                                      | A kiss Remembered                        | 1983 als Erin St. Claire | Romanze            |
| So gefährlich attraktiv                                        | Heaven's Price                           | 1983                     | Romanze            |
| Zum Glück verführt                                             | Prime Time                               | 1983 als Rachel Ryan     | Romanze            |
| Glut unter der Haut                                            | The Silken Web                           | 1982 als Laura Jordan    | Romanze            |
| Schöne Lügen                                                   | A Treasure Worth Seeking                 | 1982 als Rachel Ryan     | Romanze            |
| Wie ein Ruf in der Stille                                      | Eloquent Silence                         | 1982 als Rachel Ryan     | Romanze            |
| Verliebt in einen Fremden                                      | Love's Encore                            | 1981 als Rachel Ryan     | Romanze            |